# Erőss István (grafikusművész)
Erőss István (Csíkkarcfalva, 1964. augusztus 20. –) grafikusművész, tanszékvezető egyetemi docens, 2021-től a Magyar Képzőművészeti Egyetem rektora, Munkácsy-díjas képzőművész, az Erőss család csíkszentmiklósi ágának leszármazottja.

## Tanulmányok
- 1983 Érettségi a Marosvásárhelyi Képzőművészeti Szakközépiskolában
- 1993 Bécsi Képzőművészeti Akadémia, Ausztria
- 1994 Hágai Királyi Akadémia, Hollandia
- 1995 Diploma a Magyar Képzőművészeti Főiskolán
- 1995–96 Mesterképző a Magyar Képzőművészeti Főiskolán
- 1996 Post-Diplôme a Marseille-i Képzőművészeti Egyetemen, Franciaország
- 2006 Doktori eljárás megkezdése a Pécsi Tudományegyetem Művészeti Karán
- 2009 A doktori értekezés megvédése (Summa Cum Laude) DLA megszerzése
- 2014 A habilitált doktori cím megszerzése, PTE, Pécs
- 2016 Egyetemi tanári kinevezés

## Egyéni kiállítások
- 1994 – Vigadó Galéria, Budapest, Borgóval és Rohóval
- 1998 – Mozaik, MAMÜ Galéria, Budapest,
  - – Petró Ház, Miskolc, Rohóval
- 1999 – LIT Gallery, Hamburg, Németország
- 2000 – Budapesti Francia Intézet
- 2001 – HVA Galéria, Csíkszereda, Románia
- 2002 – Kortárs Művészeti Intézet, Dunaújváros, Borgóval és Rogóval
- 2003 – „Párhuzamok”, Centrum Galéria, Graz, Ausztria
- 2004 – „Párhuzamok II”, Kelet-szlovákiai Galéria, Kassa, Szlovákia
  - – Csíki Székely Múzeum, Csíkszereda, Románia
- 2006 – „Homo Faber”, MMG Galéria, Budapest
- 2007 – Erlin Galéria, Budapest
- 2008 – Galéria IX., Budapest
- 2009 – Kis Zsinagóga, Egri Kortárs Galéria, Eger
  - – PTE aulája, Pécs
- 2010 – Királyhágómelléki református egyházkerület Székháza, Nagyvárad, Románia
  - – Tomos Galéria, Tokió, Japán
- 2011 – Insomina Galéria, Kolozsvár, Románia
- 2012 – „Penészes figura”, Lamparna Galéria, Labin, Horvátország

## Válogatott csoportos kiállítások
- 1991 Miskolci Grafikai Biennálé
  - Győri Grafikai Biennálé
  - „Tatarozás” Műcsarnok, Budapest
- 1992 Concorso Internazionale di Disegno, Como, Olaszország
  - Ungarnhaus, Berlin, Németország
  - ISFIT Student Centrum Trondheim, Norvégia
  - Salgótarjáni Grafikai Biennálé
- 1993 Raum und Kunst, Hamburg, Németország
  - Kurfürsten Galerie, Kassel, Németország
  - Labin Art Express, Labin, Horvátország
  - Suc Galery, Ljubljana, Szlovénia
  - Miskolci Grafikai Biennálé
  - Győri Grafikai Biennálé
  - Vajda Lajos Galéria, Szentendre
  - Forumgaleriet, Malmö, Svédország
  - Internationale Grafiek Biennale, Maastricht, Hollandia
- 1994 Koninklije Galerie, Hága, Hollandia
  - Mozsár Műhely, Budapest
  - „Voltage” a Soros Alapítvány éves kiállítása, Székesfehérvár
- 1995 Next Studio, Graz, Ausztria
- 1996 Miskolci Grafikai Biennálé
  - Görög Templom, Vác
  - „Sentient” kiállítás, Old City Hall, Prága, Csehország
  - Gallerie Friche Belle de Mai, Marseille, Franciaország
- 1997 a Makói Grafikai Művésztelep kiállítása, Makó
  - TIACE Youth Center, Tajpej, Tajvan
  - Rotonda Galéria, Kassa, Szlovákia
- 1998 Marseille–Budapest, Ludwig Múzeum, Budapest
  - UAP Galéria, Kolozsvár, Románia
  - Miskolci Grafikai Biennálé
  - Ornamentika, Szombathelyi Képtár
- 1999 „Eltűnés”, Barakk Gallery, Berlin, Németország
  - Phantombüro Gallery, Frankfurt, Németország
- 2000 Makó 1996–2000, Budapest Galéria, Budapest
  - „Ezredvégi nyomatok”, Godot Galéria, Budapest
  - „Poggyász”, New York-i Magyar Konzulátus
  - Galerie Nieuwe Rijn, Leiden, Hollandia
  - Salgótarjáni Rajzbiennálé
  - „Képgrafika 2000 – Hallgatói munkák 1992–2000”, Budapest Galéria Kiállítóháza
- 2001 „Feketén fehéren”, Műcsarnok, Budapest
  - „Invasia”, Orhei Vechi, Kisinyov, Moldávia
- 2002 „InterArt”, Csíkszereda, Románia
  - „Intersection”, Karakorum, Ulánbátor, Mongólia
  - 10 éves a Túlsó P’Art, Miskolci Galéria, Miskolc
  - „Abiko Open Air Exhibition”, Abiko, Japán
- 2003 „InterArt”, Csíkszereda, Románia
- 2004 „Szegmens” – Kortárs Magyar Képzőművészeti Kiállítás, Aijima Art Center, Abiko, Gallery Tomos, Tokió, Japán
  - „Intersection II.”, Ulánbátor, Mongólia
  - „Embodying the Scenery of Ecology”, Juming Museum, Taipei, Tajvan
- 2005 „Szegmens II.” – Kortárs Magyar Képzőművészeti Kiállítás, Ulánbátor
- 2006 KorkéP 32. Gyergyószárhegyi Nemzetközi Művésztelep és kiállítás, Gyergyószárhegy, Románia
  - Az Út, Műcsarnok, Budapest
  - Szegmens III, National University Of Arts, Taipei, Tajvan
- 2007 Szegmens IV, Yian Galéria, Daejeon, Korea
  - „Naturkunst 2007”, Lidherode, Németország
  - Geumgang Nature Art Pre-Biennale, Gonjui Nemzeti Múzeum, Korea
  - IV. Kecskeméti Acélszobrászati Szimpozion kiállítása
- 2008 KorkéP 34. Gyergyószárhegyi Nemzetközi Művésztelep és kiállítás, Gyergyószárhegy, Románia
  - „6th International Network 21c Art Festival 2008” Daejon, Korea
  - „Sandarbh Artist Workshop and Exhibition”, Partapur, India
  - „Guandu International Outdoor Sculpture Festival”, Taipei, Tajvan
  - Geumgang Nature Art Biennale, Gongju, Korea
- 2009 Szegmens V. Vyom Art Center, Dzsaipur, India
  - Indiai és magyar művészek kiállítása, Jawahar Kala Kendra, Jawahar Lal Nehru Marg, Jaipur, India
  - „Sandarbh UK International Artist Residency 2009 Public Exhibition”, Belper, Derbyshire, Egyesült Királyság
  - KNUST Gallery, Kumasi, Ghána, Afrika
  - KorkéP 35. Gyergyószárhegyi Nemzetközi Művésztelep és kiállítás, Gyergyószárhegy, Románia
  - „Garden”, Thalhaus, Wiesbaden, Németország
  - XII.C, Kultúrpalota, Marosvásárhely, Románia
- 2010 KOGART Kortárs Művészeti Gyűjtemény új szerzeményei 2009, Kogart Galéria, Budapest
  - Válogatás a Kecskeméti Acélszobrászati Szimpozion anyagából, Kiszsinagóga, Eger
  - I. Székelyföldi Grafikai Biennále: Sepsiszentgyörgy, Székely Nemzeti Múzeum Képtára; Csíkszereda, Siló; Temesvár, TNYEM – Tetőtér Galéria; Marosvásárhely, Kultúrpalota
  - „GARTEN”, Wiesbadener Kunstsommer, Németország
  - KorkéP 36. Gyergyószárhegyi Nemzetközi Művésztelep és kiállítás, Gyergyószárhegy, Románia
  - „Abiko Open Air Exhibition”, Abiko, Japán
- 2011 Szegmens VI. Campus Gallery, ISI, Yogyakarta, Indonézia
  - „Persian Gulf”, Art Center, Bandar-Abbász, Irán
  - „From Persepolis to Persian Gulf”, Roudaki Art Center, Teherán, Irán
  - „SCULPTURALE GARTEN”, Nemzetközi Szimpozion, Kusel, Németország
  - Kortárs magyar szobrászat a KOGART Kortárs Művészeti Gyűjteményben, Művészetek Palotája, Pozsony, Szlovákia
  - „Magtárt” Nemzetközi Természetművészeti Symposium, Bódvaszilas, Magyarország
  - KorkéP 37. Gyergyószárhegyi Nemzetközi Művésztelep és kiállítás, Gyergyószárhegy, Románia
- 2012 „Mutatványok”, Erőss István, Gergely Nóra, Wechter Ákos, Vízivárosi Galéria, Budapest
  - Szegmens VII. Elahe Galéria, Fravahr Galéria, Teherán, Irán
  - Gyergyószárhegyi Nemzetközi Művésztelep és kiállítás, Gyergyószárhegy, Románia
  - 15. Nemzetközi Szobrász Szimpozion, Icheon, Korea
  - „Valóság és romantika”, 6. Nemzetközi Természetművészeti Szimpozion, Darmstadt, Németország
  - Nishinomiya-Funasaka Biennale, Japán
- 2013 „Idő-Függések Time-Dependence”, MAMÜ kiállítás, Marosvásárhely, Románia
  - Szegmens VIII., Riviera Maya, Quintana Roo, Galeria Amarte Maroma, Mexikó
  - „Idő – Függések”, MAGMA Kiállítótér, Sepsiszentgyörgy, Románia
  - „Idő – Függések”, Laczkó Dezső Múzeum, Veszprém
  - „A tér változatai” Fuga, Budapest
  - „black&white”, Godot Galéria, Budapest

## Művek gyűjteményekben
- LIT Gallery, Hamburg, Németország
- Fondazione Antonio Ratti, Como, Olaszország
- Kelet-szlovákiai Galéria, Kassa, Szlovákia
- Miskolci Galéria
- Salzburg Város Gyűjteménye, Ausztria
- Juming Museum, Taipei, Tajvan
- Hargita Megyei Kulturális Központ, Csíkszereda, Románia
- Művelődési Központ, Csíkszereda, Románia
- Városi Múzeum, Kisinov, Moldávia
- Friche Belle de Mai, Marseille, Franciaország
- Galerie Nieuwe Rijn, Leiden, Hollandia
- Yatoo gyűjtemény, Gongju, Dél-Korea
- Gyergyószárhegyi alkotótelep gyűjteménye
- Igong Galéria gyűjteménye, Daejon, Korea
- Vyom Art Center gyűjteménye, Jaipur, India
- KOGART Kortárs Művészeti Gyűjtemény
- A Roudaki Foundation gyűjteménye, Teherán, Irán

## Oktatási tevékenység
- 2000 – A szocialista realizmus − előadás és 1 hónapos kurzus a University of Derby Képzőművészeti Szakán
- 2003 – Afrikai Graffitik és Tendenciák a kortárs mongol képzőművészetben − előadás a Kassai Egyetem Képzőművészeti Szakán
- 2003 – A kortárs magyar művészetről − előadás az abikói Ajima Art Centerben
- 2003-tól óraadó tanár a Moholy-Nagy Művészeti Egyetem Előkészítő Szakán
- 2004 – Az ázsiai kortárs képzőművészet európai szemmel – előadás a csíkszeredai Sapientia Egyetemen
- 2004 – A kortárs magyar művészetről − előadás a National Taiwan University
- 2006 – Természetművészeti törekvések a kelet-európai képzőművészetben – előadás a Gongju Biennále, Korea keretében
- 2006 – Politika és művészet a XX. századi magyar képzőművészetben − előadás a Nation Taiwan University Képzőművészeti Szakán
- 2007 – Szegmens – előadás a „Regionális Kulturális Stratégiák” című konferencián, Partiumi Keresztény Egyetem, Nagyvárad, Románia
- 2008 – Legújabb törekvések a kortárs magyar művészetben − előadás a Fine Arts University, Bombay, India
- 2008 – Természetművészeti törekvések a kelet-európai képzőművészetben – előadás a Guandu International Sculpture Festival keretében, Taipei, Tajvan előadás

## Publikációk
- Természetművészet, Líceum Kiadó 2011

## Díjak
- 1993 Fővárosi Kulturális Bizottság ösztöndíja
- 1994 „Stúdió” díj
- 1995 Barcsay-díj
- 2012 Munkácsy Mihály-díj
- 2012 Incshon város díszpolgára (Dél-Korea)
- 2013 Az MTA által adományozott Mestertanár aranyérem kitüntetés
- 2023 Szolnay Sándor-díj